# 学園前駅 (奈良県)
学園前駅（がくえんまええき）は、奈良県奈良市学園南三丁目にある、近畿日本鉄道（近鉄）奈良線の駅。駅番号はA20。副駅名は帝塚山学園前。

## 歴史
周囲は元々松林ばかりの山地であったが、男子校の新設を望んでいた帝塚山学院（大阪市住吉区帝塚山に所在）と沿線開発を推し進める近鉄の考えが一致し、1941年に帝塚山学園の帝塚山中学校が開校。開校に伴い、学園の最寄に当駅が設けられた。大阪や奈良へアクセスしやすく景観にもすぐれるこの地域に注目した近鉄は当駅周辺一帯の住宅地としての開発を計画、1950年から開始した駅南隣の住宅地の分譲を皮切りに、インフラ整備や生活・文化施設の充実を図るなど大規模な街づくりを推し進めていった。当駅の名前から「学園前」と通称されるこの地域一帯の住宅地の開発は、近鉄による鉄道沿線地域の宅地開発の先駆けとなっている。

### 年表
- 1942年（昭和17年）3月6日：関西急行鉄道奈良線の富雄 - 菖蒲池間に新設開業[2]。生徒の登下校時のみ電車が止まるようになった。[3]
- 1944年（昭和19年）6月1日：会社合併により近畿日本鉄道の駅となる[2]。
- 1969年（昭和44年）：現在の主流である磁気乗車券を使用した自動改札機（日本信号製）が、試験導入される。
- 1971年（昭和46年）4月1日：定期券専用自動改札機を設置し、供用開始[4]。
- 1972年（昭和47年）11月7日：この日より、従前より通過していた無料特急を改称の上新設された「快速急行」の停車駅となる。
  - 1976年のダイヤ改正までは朝ラッシュ上りのみ快速急行は通過、ダイヤ改正以降終日停車駅となる。
- 1973年（昭和48年）9月：ダイヤ改正により新設された有料特急の停車駅となる。
- 1999年（平成11年）9月：駅ビル「ル・シエル学園前」の開業に伴い駅舎を改良、駅の南北を結ぶ自由通路が供用を開始[5]。
- 2007年（平成19年）4月1日：PiTaPa使用開始[6]。
- 2020年（令和2年）2月20日：1番線の接近・発車の案内放送が更新。

## 駅構造
相対式ホーム2面2線を有する地上駅。ホーム有効長は10両。
改札口は北口と南口の2か所で、構内・構外の地下道で結ばれている。盛土の上に駅が設置されているため、高架駅の趣がある。丘陵地であるため、南口は北口より一段低くなっている。駅の南北にある奈良交通のバス乗り場に直結している。
現行の構外地下道は1999年の駅舎改築までは構内地下道として使用されていた。駅舎改築前、南口・北口の往来は隣接する市道のガード下を遠回りする必要があった。奈良市の要請により、近鉄は駅舎改築時にもともとの構内地下道を南口・北口を連絡する構外地下道として開放し、代わりの構内地下道を新設した。

### のりば
| のりば | 路線     | 方向 | 行き先                 |
| ------ | -------- | ---- | ---------------------- |
| 1      | A 奈良線 | 下り | 近鉄奈良方面           |
| 2      | A 奈良線 | 上り | 大阪難波・神戸三宮方面 |

## 特徴
停車列車
- 特急を含む全ての定期営業列車が停車する[8]。
- 当駅は待避設備は無いものの、一部時間帯に東生駒駅で待避を行なう準急以下の列車と、特急・快速急行・急行との接続が行われている[8]。

駅設備・営業面
- 大和西大寺駅管理の有人駅で、PiTaPa・ICOCA対応の自動改札機および自動精算機（回数券カードおよびICカードのチャージに対応）が設置されている。
- 特急券は専用の自動発売機・窓口にて購入が可能。なお、2番ホームには直前に発車する列車の特急券のみ対応する特急券自動発売機が設置されている[9]。定期券は黒の券売機で購入が可能で窓口による定期券サポートにも対応する[10]。
- 近鉄リテーリングが運営する有人売店設置駅（ファミリーマート近鉄学園前駅2番ホーム中央店、同駅前店）に指定されている[9]。

## 利用状況
近年の1日あたりの乗降・乗車人員は下記の通り。当駅は、近鉄奈良駅に次いで、奈良県内では第2位の利用者数である。
| 年度   | 特定日   | 特定日   | 1日平均 乗車人員 |
| 年度   | 調査日   | 乗降人員 | 1日平均 乗車人員 |
| ------ | -------- | -------- | ---------------- |
| 1985年 | -        | -        | 38,088           |
| 1986年 | -        | -        | 39,570           |
| 1987年 | -        | -        | 41,202           |
| 1988年 | -        | -        | 42,979           |
| 1989年 | -        | -        | 43,422           |
| 1990年 | -        | -        | 44,655           |
| 1991年 | -        | -        | 45,388           |
| 1992年 | -        | -        | 45,261           |
| 1993年 | -        | -        | 45,115           |
| 1994年 | -        | -        | 44,937           |
| 1995年 | -        | -        | 45,212           |
| 1996年 | -        | -        | 44,634           |
| 1997年 | -        | -        | 42,480           |
| 1998年 | -        | -        | 41,342           |
| 1999年 | -        | -        | 41,079           |
| 2000年 | -        | -        | 40,423           |
| 2001年 | -        | -        | 39,600           |
| 2002年 | -        | -        | 38,798           |
| 2003年 | -        | -        | 38,199           |
| 2004年 | -        | -        | 37,327           |
| 2005年 | 11月08日 | 72,061   | 36,552           |
| 2006年 | -        | -        | 31,488           |
| 2007年 | -        | -        | 30,368           |
| 2008年 | 11月18日 | 58,424   | 29,660           |
| 2009年 | -        | -        | 28,753           |
| 2010年 | 11月09日 | 57,064   | 28,421           |
| 2011年 | -        | -        | 27,772           |
| 2012年 | 11月13日 | 56,257   | 27,559           |
| 2013年 | -        | -        | 27,879           |
| 2014年 | -        | -        | 26,816           |
| 2015年 | 11月10日 | 54,483   | 26,872           |
| 2016年 | -        | -        | 26,753           |
| 2017年 | -        | -        | 26,650           |
| 2018年 | 11月13日 | 51,146   | 26,151           |
| 2019年 | -        | -        | 25,733           |
| 2020年 | -        | -        | 19,564           |
| 2021年 | 11月09日 | 42,954   | -                |
| 2022年 | 11月08日 | 44,017   | -                |
| 2023年 | 11月07日 | 44,369   |                  |

## 駅周辺

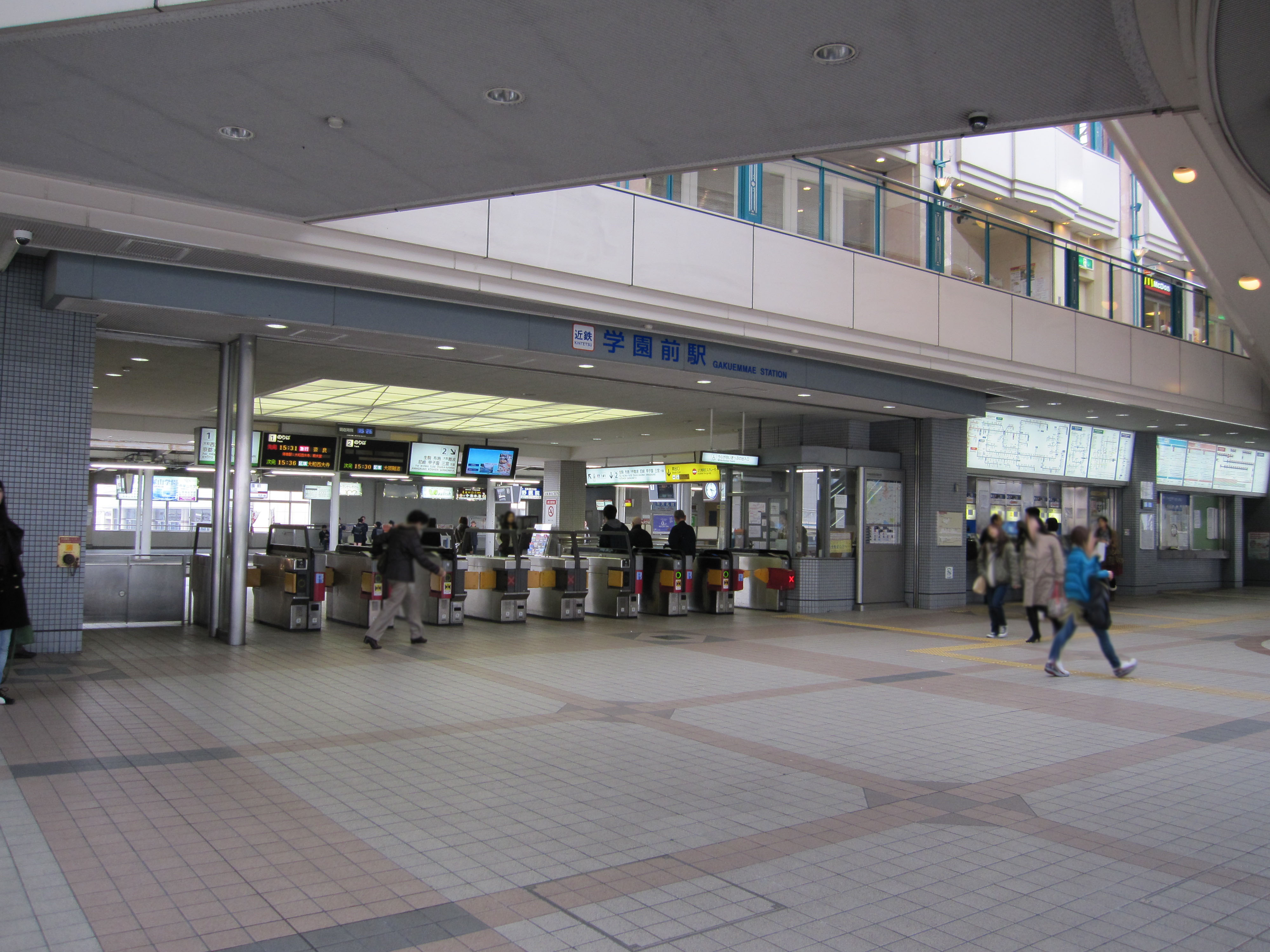
学園前駅北口改札

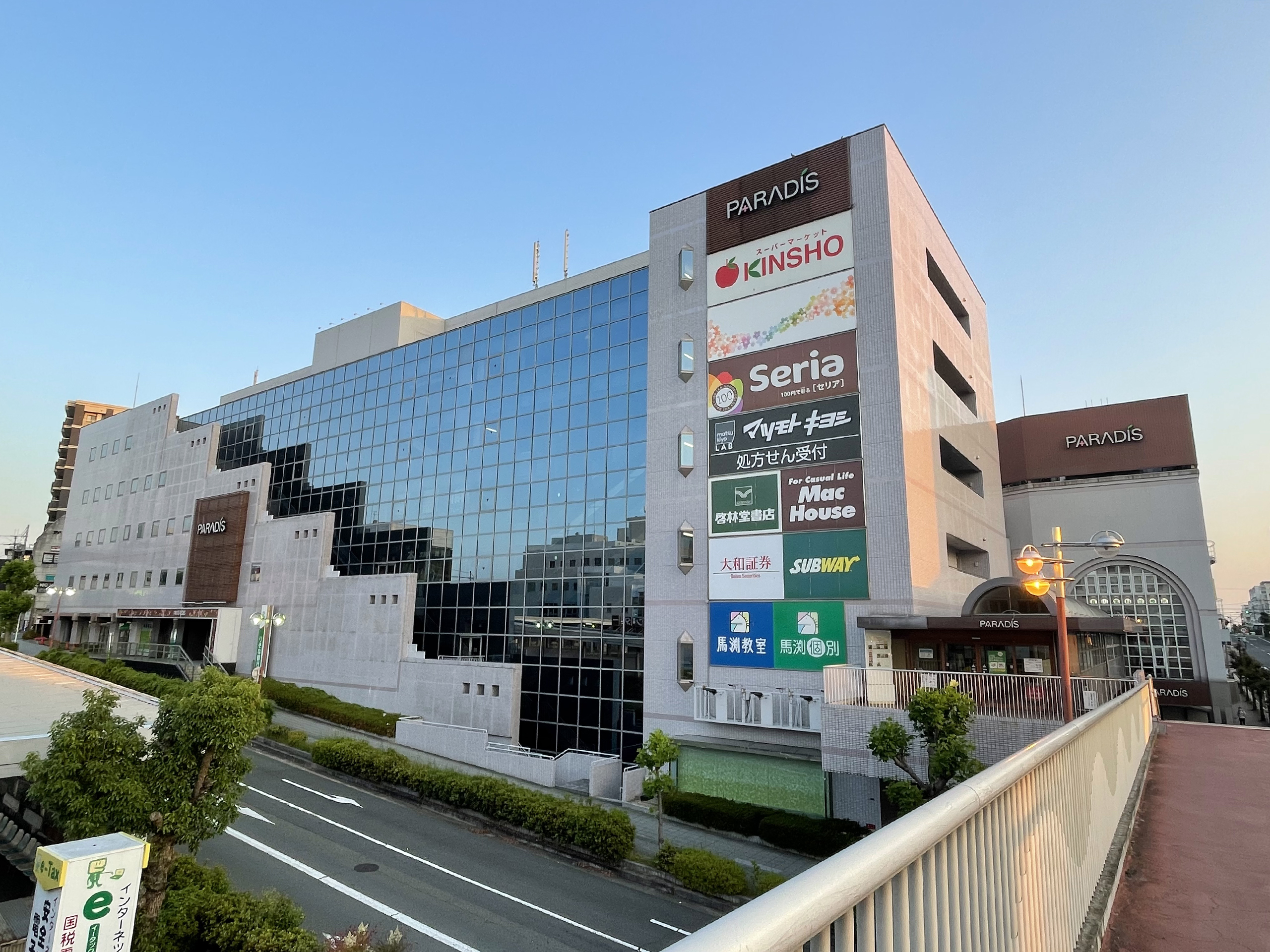
パラディ

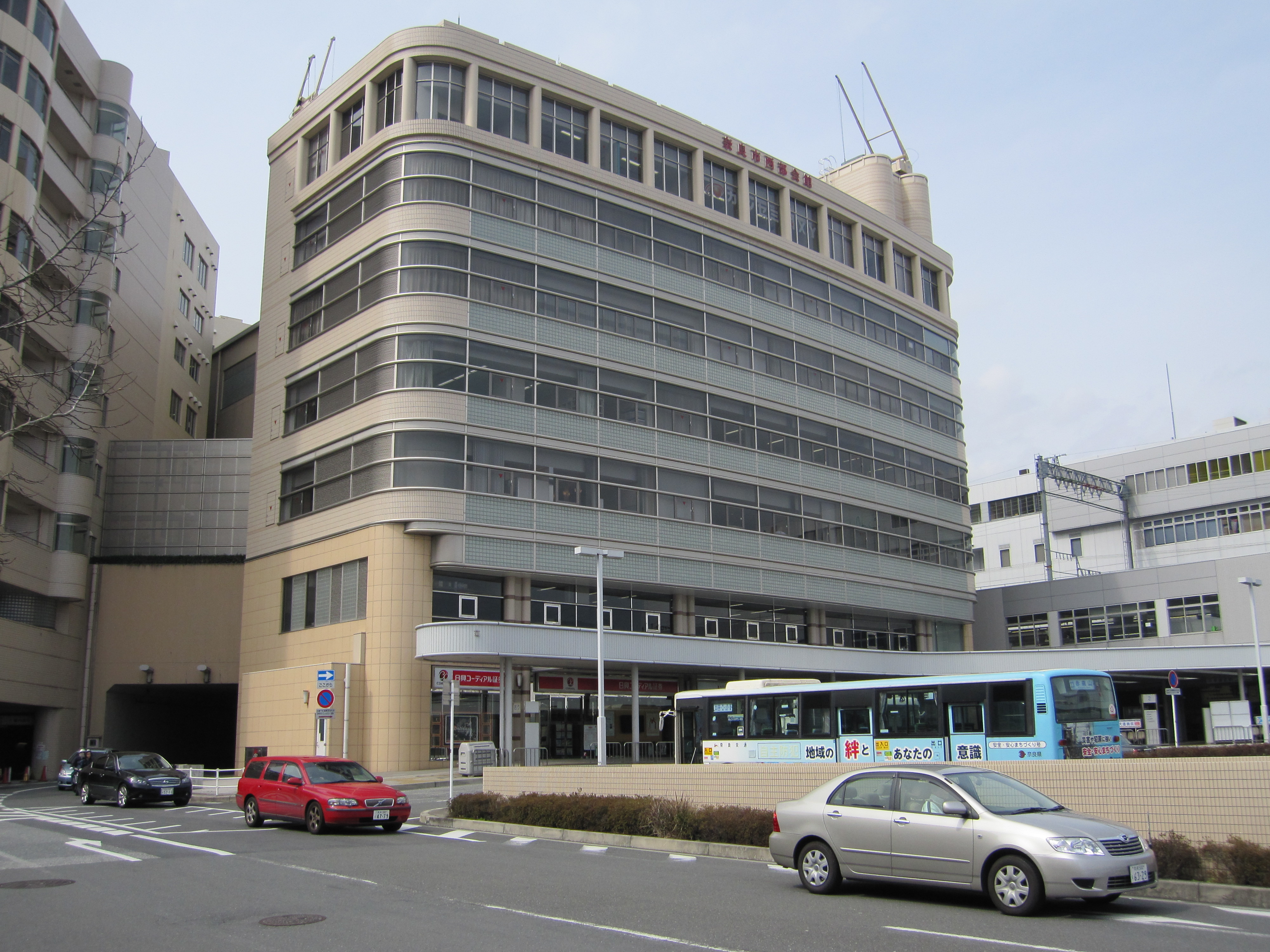
奈良市西部会館

### 住宅地と文教地区
奈良市の西部にあり、帝塚山学園の最寄り駅である。目立った商業施設はパラディ学園前がある程度で商業地域とは言いづらいが、広範囲に開発された住宅地の玄関口として利用客が多い。特に学園南地区、登美ヶ丘地区、中登美ヶ丘地区の一角には住宅地として利用され、近鉄の元会長であった佐伯勇の邸宅（現、松伯美術館）に代表されるように近鉄の首脳も居を構えることもあった。駅北側には多くの学習塾が立地し、また美術館が複数あり、文教地区を印象付けている。

### 北口

#### パラディ
北口に存在する複合商業施設。主要テナントは以下の通り。 
- スーパーマーケットKINSHO 学園前店
- セリア パラディ学園前店
- matsukiyo LAB パラディ学園前店
- 三菱UFJ銀行 近鉄学園前支店
- りそな銀行 近鉄学園前支店

#### その他
- 駅ビル（ル・シエル学園前）
- 奈良西郵便局
  - ゆうちょ銀行奈良店
- 三菱UFJ銀行学園前北口支店・近鉄学園前支店
- 三井住友銀行学園前支店
- りそな銀行近鉄学園前支店
- 南都銀行学園前支店
- 奈良信用金庫学園前支店
- いちよし証券学園前支店
- 大阪ガス奈良営業所
- 奈良市立西部図書館
- 大渕池
- 奈良県立大渕池公園
- 松伯美術館
- 西奈良中央病院

### 南口
- 帝塚山学園（帝塚山大学・帝塚山高等学校・帝塚山中学校・帝塚山小学校・帝塚山幼稚園）（学園前キャンパス）
- 奈良市西部会館
  - 奈良市役所西部出張所
  - 学園前ホール
  - 西部公民館
- 学園前ネオポリス幼稚園
- 大和文華館
- 中野美術館
- 奈良西警察署
- 阪奈道路

## バス路線
当駅から駅周辺の住宅地や近鉄けいはんな線の駅に向かうバスが発着している。

### 当駅発着の系統
路線バスは奈良交通が運行している。
関西国際空港発着のリムジンバスは関西空港交通と共同運行。（新型コロナウイルスの感染拡大の影響による航空機の減便に伴い2021年3月17日から当面の間運休している）
2006年に近鉄けいはんな線が開通したことで、住宅地止めであった路線が学研奈良登美ヶ丘駅や学研北生駒駅発着に区間延長・短縮される再編が行われた。

#### 北口
- 1番（[19]は、開校日の平日のみ運転）

[1] 東登美ヶ丘一丁目（登美ヶ丘三丁目経由）
[10] 高の原駅（登美ヶ丘三丁目・東登美ヶ丘一丁目・神功四丁目経由）
[11] 高の原駅（登美ヶ丘三丁目・東登美ヶ丘一丁目・県営平城住宅経由）
[19] 奈良北高校（大渕橋経由）
- 2番

[6] 東登美ヶ丘六丁目東（中登美ヶ丘二丁目経由）
- 3番

[快3] 中登美ヶ丘四丁目（奈良学園登美ヶ丘経由、奈良学園登美ヶ丘までの途中停留所は通過）
[112] [急113] 鹿ノ台北二丁目（中登美ヶ丘二丁目・学研奈良登美ヶ丘駅経由）
[102] 鹿ノ台北二丁目（中登美ヶ丘二丁目・学研奈良登美ヶ丘駅南経由）
- 4番

[31] [32] [急32] 学園前朝日町循環（中山町西四丁目・青葉公園前経由・学園前駅行）
[32] 青葉公園前（中山町西四丁目経由・青葉公園前止）
[33] 学園緑ヶ丘一丁目（百楽園一丁目経由）
- 5番

[急9] 中登美ヶ丘四丁目（大渕橋経由）
[急109] [110] 学研奈良登美ヶ丘駅（大渕橋・中登美ヶ丘四丁目経由）
[急129] [130] 学研北生駒駅（大渕橋・中登美ヶ丘四丁目・北大和五丁目経由）
平日朝時間帯の一部の[急109][急129]は、3番から発車する。
- 6番

[8] 西登美ヶ丘五丁目（大渕橋経由）
[126] 学研北生駒駅（大渕橋・真弓一丁目経由）
[急127] [128] 学研北生駒駅（大渕橋・西登美ヶ丘五丁目・真弓一丁目経由）
[138] 高山サイエンスタウン（大渕橋・西登美ヶ丘五丁目・真弓一丁目・学研北生駒駅経由）
[急135] [136] 高山サイエンスタウン（大渕橋・真弓一丁目・学研北生駒駅経由）
- 7番

2020年3月14日以降この乗り場で発車するバスはなく降車のみで使用。
- 8番

関西国際空港行リムジンバス
奈良学園スクールバス
奈良国際ゴルフ場送迎バス

#### 南口
- 11番

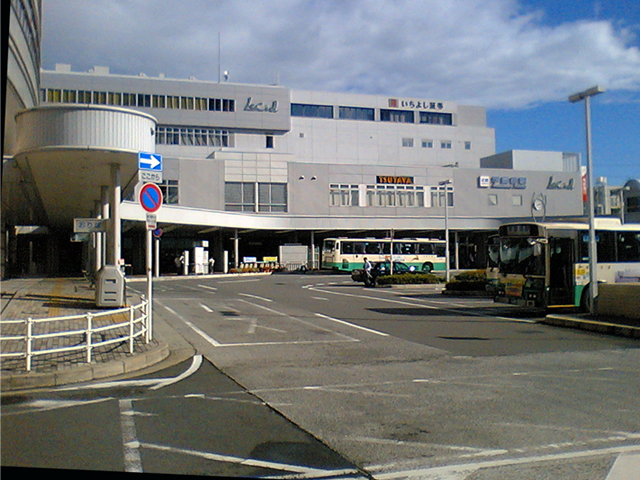
南口バスロータリー

[22] 西千代ヶ丘二丁目（学園中三丁目経由）
[26] 西千代ヶ丘二丁目（学園大和町経由）
[160] 奈良公園 高畑町（阪奈道路・大和西大寺駅南口・奈良市庁前・JR奈良駅西口・近鉄奈良駅経由、平日朝のみ）
[161] 近鉄奈良駅（阪奈道路・大和西大寺駅南口・奈良市庁前・JR奈良駅西口経由）
- 12番

[21] 学園大和町五丁目（学園大和町経由）
[36] 学園前あやめ池循環（学園前駅→阪奈菅原→あやめ池駅経由・学園前駅行）
[41] 尼ヶ辻駅（東坂・国道308号線・宝来三丁目経由）
[48] JR奈良駅・近鉄奈良駅（東坂・国道308号線・尼ヶ辻駅・三条添川町経由）
- 13番

[23] 赤膚山（学園大和町・東坂経由）
[27] 若草台（学園大和町・丸山橋経由）
[28] 奈良県総合医療センター（学園大和町経由）
[29] 奈良県総合医療センター（学園大和町・若草台経由）
[34] [急35] 六条西3丁目（青垣台一丁目・藤の木台四丁目経由）
大括弧内の数字は系統番号を表す。「急」はラッシュ時に運行される急行であり、バスの通行が集中する1区の停留所と登美ヶ丘一丁目、登美ヶ丘二丁目、北登美ヶ丘一丁目停留所を通過する。夕ラッシュ時には登美ヶ丘一丁目と北登美ヶ丘一丁目にも停車する。[急32]は登美ヶ丘一丁目にも停車後、学園前駅まで無停車。

### 遅延防止の交通規制
朝ラッシュ時のバス遅延を防止するため、7時15分から8時15分まで（日祝を除く平日）に、当駅周辺で以下のような交通規制が行われる。
- 駅に通り抜けできる道は駅と逆方向に一方通行（二輪・軽車両・バス・タクシーおよび指定許可車を除く）
- 市道登美ヶ丘中町線の登美ヶ丘三丁目付近（中登美交番前）から奈良西警察署付近までの当駅方面の車線は二輪・軽車両・バス・タクシーおよび指定許可車以外進入禁止

この交通規制は駅から1km以上離れた場所から実施され、一般車の駅方面への進行が不可になっている。全国的にも珍しい大胆な交通規制だが、交通規制の背景には、朝ラッシュ時に15分以上のバス遅延が日常化していた道路事情の悪さがある。当駅のバスターミナルに接する市道登美ヶ丘中町線は片側1車線の道路で、住宅地から大阪・奈良方面へ連絡する幹線道路と当駅への進入路を兼ねているため、交通渋滞が発生しやすい。現在でも土休日昼間から夕方時を中心に当駅付近から北行きは阪奈道路学園前ICの手前辺りから（酷い場合は中町ランプ付近から）、南行きは登美ヶ丘一丁目交差点辺りから渋滞し、バスの定時性が妨げられる場合がある。ただしやや離れた北側に、近鉄けいはんな線の開通に伴い学研奈良登美ヶ丘駅が開設されたこともあり、車の流入はやや少なくなっている。

## その他
- 現在の駅舎は、2000年の第1回近畿の駅百選に認定された。

## 隣の駅
近畿日本鉄道
A 奈良線
- □特急停車駅

■快速急行・■急行
生駒駅 (A17) - 学園前駅 (A20) - 大和西大寺駅 (A26)
■準急・■区間準急・■普通
富雄駅 (A19) - 学園前駅 (A20) - 菖蒲池駅 (A21)
- 近畿大学附属小学校・幼稚園開校日（平日のみ）には快速急行の一部が菖蒲池駅に臨時停車する場合がある。
- 括弧内は駅番号を示している。